# La Nuit des morts vivants : Re-Animation
Pour plus de détails, voir Fiche technique et Distribution.
La Nuit des morts vivants : Re-Animation (titre original : Night of the Living Dead 3D : Re-Animation) est un film d'horreur américain réalisé par Jeff Broadstreet (en), sorti en 2012.
Produit par Jeff Broadstreet (en) et écrit par Jeff Broadstreet (en) et Robert Valding, le film est un prequel au film « Nuit des morts vivants 3D » (2006). Il fait référence à l'original « La Nuit des morts-vivants » (1968) avec des commentaires tels que « ce sont des zombies à la Romero » et « Pittsburgh, la capitale des zombies. »
Le film met en vedette Denice Duff (en), Andrew Divoff, Jeffrey Combs et Sarah Lieving (de). Le film a été tourné à Hollywood Camera Sound Stage à Burbank (Californie) en langue anglaise.

## Synopsis
Gerald Senior à deux fils, Gerald junior (ainé) et Harold (cadet) qui dirige un refuge animalier. Gerald Tovar Senior est croque-mort. Le gouvernement lui envoie des corps humains remplis de déchets médicaux toxiques pour être incinéré. Gerald est aidé par sa sœur Lou, et de son fils Gerald junior.
Gerald Senior décède et Gerald junior hérite de la morgue de la famille, un entrepreneur de pompes funèbres pyrophorique.
Mais Gerald junior déprime et n’arrive plus à travailler. Il n’arrive même pas à incinérer son père qui devient zombi. Des centaines de corps s’amoncellent dans la chambre d’incinération. Les cadavres se réaniment.
Peter Block décède et est emmené dans la salle de préparation du funérarium de Gerald Tovar. DyeAnne, peint le visage de Block comme un clown.
Harold vient chez son frère réclamer sa part d’héritage, mais son père le contamine et son frère l’enterre. Tante Lou est mordu par un zombie.
Sister Sara travaille pour une télévision d’information intitulée «Fixed News » parodiant Fox News.
Sister Sara est mordue par tante Lou.
DyeAnne est mordue par Sister Sara. Russell, l’assistant de Gerald s’enferme dans le crématorium où il est contaminé.
Cristie Forrest, la jeune recrue est agressée par Bobby Kimball, l’assistant de Gerald coupé en deux par un camion. Gerald junior fait boire une boisson énergétique à Cristie.

## Fiche technique
- Photographie : Andrew Parker
- Scénario : Jeff Broadstreet (en) et Robert Valding
- Musique : Jason Brandt
- Pays d'origine :  États-Unis
- Durée : 88 minutes
- Dates de sortie :
  -  Suède : 14 mars 2012
  -  États-Unis : 16 octobre 2012
  -  France : 2 septembre 2013

## Distribution
- Andrew Divoff : Gerald Tovar, Junior[2]
- Jeffrey Combs : Harold Tovar[3]
- Sarah Lieving (de) : Cristie Forrest, la jeune recrue
- Robin Sydney : DyeAnne, la jeune recrue gothique
- Adam Chambers : Russell, l’assistant de Gerald
- Scott Thomson : Werner Gottshok
- Denice Duff (en) : Sister Sara, journaliste à Fox News[4]
- Rhonda Aldrich (de) : Honey Del Amo
- Mark Sikes : Francis Del Amo
- Neil D'Monte : Bobby Kimball, l’assistant de Gerald, écrasé
- Kyle Morris (de) : Eric Hadley
- Andra Kokott : Monsieur Block
- Ray Zone (en) : Peter Block, l'homme mort dans le cercueil
- Luis Accinelli : Gerald Tovar Senior
- Melissa Jo Bailey : Lou, la tante de Gerald et Harold
- Max Taylor : jeune Gerald Jr. - 1970s flashback
- Tyler Moore : WHNZ Radio Annonce (voix)